# Jules Vander Stichelen
Jules Vander Stichelen (né à Gand le 18 septembre 1822 - mort à Bruxelles le 19 juillet 1880) est un avocat et un homme d'État belge libéral. Il a été ministre des Travaux publics et ministre des Affaires étrangères.

## Biographie
Jules Edmond Vander Stichelen est le fils du vérificateur des accises Charles Vanderstichelen et de Marie-Caroline Doop. Le 26 décembre 1860, il épouse à Paris Louise Rogier, fille du diplomate Firmin Rogier et frère de Charles Rogier. Ils ont quatre enfants.
En 1846, il obtient le diplôme de docteur en droit de l'Université de Gand et commence sa carrière professionnelle comme avocat. 
Rapidement, il se tourne vers la politique. En 1848, il entre à la Société libérale constitutionnelle et en devient secrétaire en 1852. De 1851 à 1854, il est conseiller communal libéral de Gand. Parallèlement, il est un des chroniqueurs au Journal de Gand.
En décembre 1857, il est élu député libéral à la Chambre des représentants pour l'arrondissement de Gand et il conserve son siège jusqu'en 1870. 
De 1859 à 1868, il est ministre des Travaux publics dans le gouvernement Rogier où il se signale par l'importance qu'il accorde au développement du transport par chemin de fer dont il multiplie les concessions accordées à des sociétés privées. La longueur des lignes de chemin de fer en Belgique passe ainsi de 1 714 km en 1857 à 2 598 km en 1868. De même, il obtient des sociétés privées concessionnaires un abaissement des tarifs des chemins de fer de l'État. En 1866, le fonctionnement des concessions est rationalisé par l’État de manière à garantir un service minimal aux régions traversées, des tarifs unifiés et la possibilité pour l’État de construire ou concéder des lignes concurrentes.
De 1868 à 1870, il prend la succession de son beau-père, Charles Rogier, comme ministre des Affaires étrangères. À la suite de l'échec des libéraux aux élections de 1870, il perd son siège de représentant et son portefeuille de ministre. 
Par la suite, il entre dans le monde des affaires et devient administrateur de la Banque de Paris et des Pays-Bas. Il est ensuite nommé gouverneur de la Banque nationale de Belgique de 1878 à 1880.
Le 19 juillet 1880, il décède prématurément à 57 ans. Il reçoit des funérailles officielles à la cathédrale Saints-Michel-et-Gudule et est inhumé au cimetière de Laeken.

## Distinctions
- Commandeur de l'ordre de Léopold (Belgique).
- Grand officier de la Légion d'honneur (France).
- Chevalier Grand-croix de l'ordre du Lion néerlandais (Pays-Bas).
- Grand officier de l'ordre des Saints-Maurice-et-Lazare (Italie).
- Grand-croix de l'ordre du Christ (Portugal).
- Grand-croix de l'ordre de la Couronne (Prusse).